# Selkäsaari (ö i Södra Karelen, Villmanstrand, lat 61,22, long 27,63)
Selkäsaari är en ö i Finland. Den ligger i sjön Kuolimo och i kommunen Savitaipale i den ekonomiska regionen  Villmanstrands ekonomiska region  och landskapet Södra Karelen, i den södra delen av landet, 190 km nordost om huvudstaden Helsingfors. Öns area är 15,6 hektar och dess största längd är 0,7 kilometer i sydväst-nordöstlig riktning.